# Barberey-Saint-Sulpice
 Barberey-Saint-Sulpice  es una población y comuna francesa, en la región de Champaña-Ardenas, departamento de Aube, en el distrito de Troyes y cantón de Troyes-4.

## Geografía
Está situada junto al río Sena y la carretera N19. El aeródromo de Troyes se encuentra en territorio de esta comuna.

## Demografía
| 528 | 768 | 756 | 723 | 654 | 766 |
| Para los censos de 1962 a 1999 la población legal corresponde a la población sin duplicidades (Fuente: INSEE [Consultar]) |     |     |     |     |     |